# Aljaksej Abalmassau
Aljaksej Aljaksandrawitsch Abalmassau (belarussisch Аляксей Аляксандравіч Абалмасаў; * 20. Juni 1980 in Taganrog, Russische SFSR, Sowjetunion) ist ein ehemaliger belarussischer Kanute und Olympiasieger.

## Karriere
Aljaksej Abalmassau nahm an zwei Olympischen Spielen im Vierer-Kajak teil. Bei seinem Olympiadebüt 2004 in Athen erreichte er gemeinsam mit Wadsim Machneu, Raman Petruschenka und Dsjamjan Turtschyn über 1000 Meter nach dem zweiten Platz im zweiten Vorlauf das Finale, in dem sie den sechsten Platz belegten. Bei den Olympischen Spielen 2008 in Peking zog er mit Wadsim Machneu, Raman Petruschenka und Artur Litwintschuk als Dritter des ersten Vorlaufs ins Finale ein und schloss dieses dann mit einer Rennzeit von 2:55,714 Minuten vor dem Team aus der Slowakei und dem deutschen Vierer auf dem ersten Platz ab.
Abalmassau gewann bei Welt- und Europameisterschaften insgesamt 15 Medaillen im Vierer-Kajak und wurde dabei zweimal Weltmeister und dreimal Europameister. Seinen ersten Titel bei Weltmeisterschaften gewann er 2005 in Zagreb über 500 Meter. Bei den Weltmeisterschaften 2009 in Dartmouth gewann er den Titel auf der 1000-Meter-Distanz. Seine übrigen WM-Medaillen umfassen je zwei Silber- und Bronzemedaillen. Bei Europameisterschaften gelang ihm 2005 in Poznań der erste Titelgewinn, als er auf der 500-Meter-Strecke als Erster die Ziellinie überquerte. Ein Jahr später wurde er in Račice u Štětí über 200 Meter Europameister. 2009 gewann er in Brandenburg an der Havel über 1000 Meter schließlich seinen dritten Titel. Je dreimal wurde Abalmassau EM-Zweiter bzw. -Dritter.
Nachdem sich der belarussische Vierer-Kajak nicht für die Olympischen Spiele 2012 in London qualifizierten konnte, beendete Abalmassau seine Karriere. Für seine Erfolge erhielt er mehrere nationale Auszeichnungen. So wurde er unter anderem zum Ehrenbürger von Baryssau ernannt.